# Achillespeesreflex
De achillespeesreflex is een spierrekkingsreflex die afferent verloopt via de zenuwwortel S1 (en een beetje S2) en efferent via de nervus tibialis.

## Onderzoek
Het volledig gesteunde been van de patiënt wordt in exorotatie gebracht met flexie ter hoogte van de knie. Met één hand wordt de voet in lichte dorsiflexie gebracht (voorspanning). Met de andere hand klopt men met de reflexhamer op de achillespees. Let op de extensie van de enkel en observeer de contractie van de musculus gastrocnemius.
Als alternatief kan men de fitte patiënt laten knielen op een stoel terwijl de voeten over de rand uitsteken. Men geeft weer een lichte voorspanning en slaat de reflexen zoals hoger beschreven.
Als de reflex verminderd of afwezig is kan er sprake zijn van bijvoorbeeld een rughernia, maar ook van veel andere, maar zeldzamere, aandoeningen.
Bij verhoogde reflexen kan de reflex een subclonus of clonus veroorzaken, waarbij de enkel blijft aanspannen en een continue tappende beweging blijft maken. Dit kom voor bij centrale neurologische afwijkingen (afwijkingen in de hersenen of in het ruggenmerg zoals beroertes, MS, wervelkanaalstenoses en amyotrofe laterale sclerose).